# Waimangu Volcanic Rift Valley

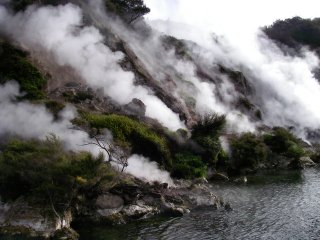
Aktywność termalna w okolicy Jeziora Rotomahana

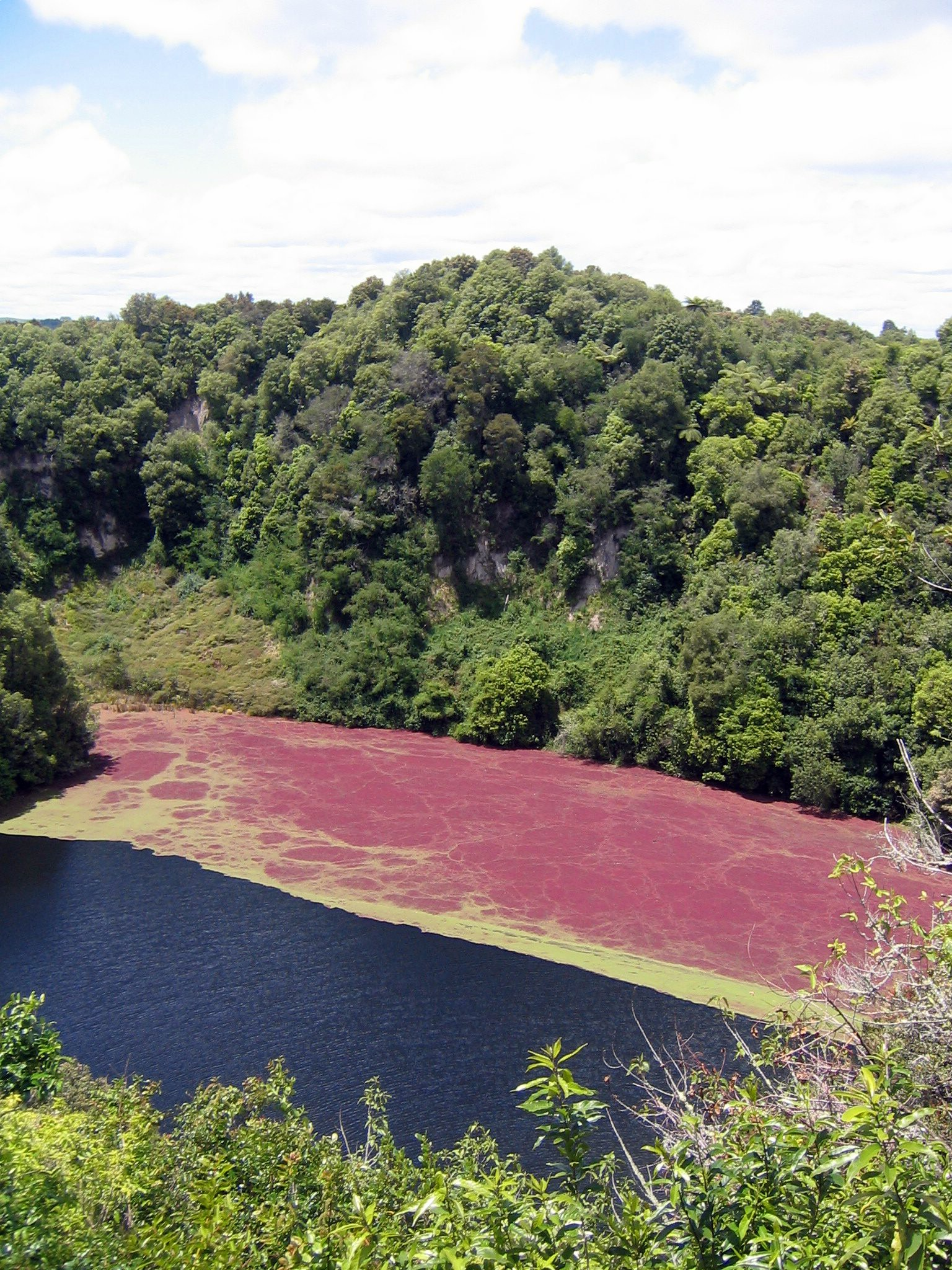
Południowy krater

Waimangu Volcanic Rift Valley – hydrotermalny system utworzony w dniu 10 czerwca 1886 przez erupcję wulkanu Mount Tarawera na Wyspie Północnej Nowej Zelandii. Obejmuje on Jezioro Rotomahana, w miejscu którego znajdowały się zniszczone wybuchem Pink and White Terraces, które uznawane były za cud świata. Jest on położony w bliskości gejzeru Waimangu, który aktywny był w latach 1901–1904.
W języku Maorysów nazwa Waimangu oznacza „czarna woda”, która to została kiedyś wyrzucona przez Gejzer Waimangu.